# Billy Eckstine

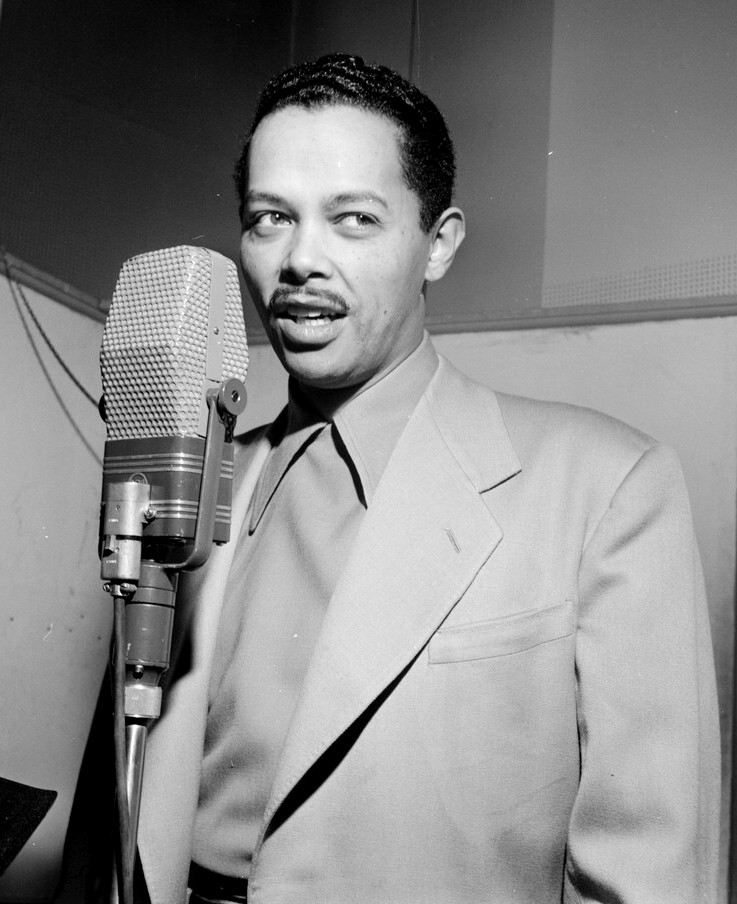
Billy Eckstine, um 1947

Billy Eckstine (* 8. Juli 1914 in Pittsburgh, Pennsylvania als William Clarence Eckstein; † 8. März 1993 ebenda) war ein US-amerikanischer Jazzsänger und Bandleader, der auch Trompete, Posaune und Gitarre spielte. Er trat auch kurzzeitig als Billy X. Stine auf. Sein Spitzname war Mr. B. Mit seiner Band Billy Eckstine and His Orchestra übte er großen Einfluss auf die Entwicklung des Modern Jazz, vor allem auf den entstehenden Bebop aus.

## Leben und Wirken
Billy Eckstine wuchs in Washington, D.C. auf, besuchte die Howard University und arbeitete als Chorsänger in den örtlichen Theatern und später in verschiedenen kleinen Clubs. Seine Karriere begann, als er einen lokalen Gesangswettbewerb mit einer Imitation von Cab Calloway gewann. Ein weiteres frühes Vorbild war Herb Jeffries; er übernahm auch später Titel aus dem Repertoire von Russ Colombo (Prisoner of Love) und Bing Crosby (I Surrender Dear, 1947). Er spielte kurz in der Big Band von Tommy Myles, setzte aber zunächst seine Ausbildung fort. Nach einem Jahr verließ er die Universität endgültig.
Seine Auftritte führten ihn bis Chicago, wo ihn Budd Johnson 1939 an Earl Hines empfahl; dieser stellte ihn in seinem Grand Terrace Orchestra als Sänger und Trompeter ein. Er komponierte den Bluesklassiker Jelly, Jelly und gemeinsam mit Earl Hines den Stormy Monday Blues (1942). Mit diesen Stücken leistete er bedeutende Beiträge für die Entwicklung der schwarzen Baritonschule – eine Verbindung von Post-Crosby’schem Gesang mit dem Blues. Er konnte auch erreichen, dass Earl Hines die jungen Talente Charlie Parker und Sarah Vaughan in die Band holte.
Nachdem er bis 1943 in der Hines-Band gearbeitet hatte, versuchte er sich zunächst solo als Sänger und gründete dann, auf Anraten Dizzy Gillespies, eine eigene Band, die von 1944 bis 1947 bestand und bei der viele junge Musiker aus der Hines-Band spielten. Zu den bedeutenden Musikern der Band gehören die Saxophonisten Gene Ammons, Dexter Gordon, Lucky Thompson, Charlie Parker, Wardell Gray, Budd Johnson, Leo Parker, die Trompeter Dizzy Gillespie, Miles Davis, Kenny Dorham, Fats Navarro, der Schlagzeuger Art Blakey sowie die Sängerinnen Lena Horne und Sarah Vaughan. Im Oktober 1945 gelang ihm mit A Cottage for Sale der erste von 28 Hits in den Billboard-Charts.
Eckstine bildete später ein Oktett, trat solo auf und wurde dann ein populärer Balladensänger. Er gilt als erster afroamerikanischer Sänger, der nicht nur in den Rhythm&Blues-Charts, sondern auch bei einem breiten Publikum Erfolg hatte. 1947 erhielt er einen Plattenvertrag beim neu gegründeten MGM-Label und hatte noch im selben Jahr einen Hit mit Everything I Have is Yours von Burton Lane und Harold Adamson.
Zu seinen größten Erfolgen zählen Aufnahmen von Caravan (1949), My Foolish Heart (1950), I Apologize, No One But You und Gigi. Zu Beginn der 1950er Jahre ging seine Popularität zurück; sein letzter Hit war Passing Strangers im Duett mit Sarah Vaughan im Jahr 1957. Danach wechselte Eckstine oft die Plattenfirma und trat vorwiegend live auf.
Eckstine kehrte immer wieder kurz zu seinen Jazz-Wurzeln zurück und nahm, außer mit Vaughan, auch mit Count Basie und Quincy Jones auf. Auf dem Livealbum von 1960 No Cover, No Minimum spielte Eckstine einige Trompetensolos; Bobby Tucker wirkte als Pianist mit. Er nahm dann mehrere Alben für die Label Mercury und Roulette auf; in der Mitte der 1960er Jahre spielte er auf dem Motown-Label einige Titel ein. In den 1970er Jahren entstanden nur wenige Platten; seine letzte war das für den Grammy nominierte Album Billy Eckstine Sings with Benny Carter im Jahr 1986.
Eckstine starb 1993 im Alter von 78 Jahren in Pittsburgh. Er wird unter anderem auf dem Hollywood Walk of Fame geehrt.

## Auswahldiskographie
- 1946 Gloomy Sunday (Vogue, 1946/47)
- 1950 Billy Eckstine Sings (Savoy)
- 1952 Tenderly (MGM)
- 1954 Blues for Sale (EmArcy)
- 1954 Favorites, I Let a Song Go Out of My Heart, Songs by Billy Eckstine (MGM), The Great Mr. B (King),The Love Songs of Mr. B (EmArcy)
- 1955 I Surrender, Dear (EmArcy), Mister B with a Beat (MGM), Rendezvous (MGM), That Old Feeling (MGM)
- 1958 Billy’s Best! (Mercury), Billy Eckstine’s Imagination (EmArcy), Imagination (EmArcy)
- 1959 Basie and Eckstine, Inc. (Roulette), Billy and Sarah (Lion)
- 1960 No Cover, No Minimum (Roulette), Once More With Feeling (Roulette)
- 1961 At Basin St. East [live] (EmArcy), Billy Eckstine & Sarah Vaughan Sing Irving Berlin (Mercury)
- 1961 Billy Eckstine and Quincy Jones (Mercury),  Broadway, Bongos and Mr. B (Mercury)
- 1962 Don’t Worry ’bout Me (Mercury)
- 1965 Prime of My Life (Motown)
- 1966 My Way (Motown)
- 1969 For Love of Ivy (Motown)
- 1971 Feel the Warm (Enterprise), Stormy (Enterprise), Moment (Capitol)
- 1972 Senior Soul (Enterprise)
- 1974 If She Walked into My Life (Enterprise)
- 1978 Memento Brasiliero – (Portuguese)
- 1984 I Am a Singer (Kimbo)
- 1986 Billy Eckstine Sings with Benny Carter (Verve)